# منطقه تاریخی خیابان گرینویچ
منطقه تاریخی خیابان گرینویچ (به انگلیسی: Greenwich Avenue Historic District) یک منطقهٔ مسکونی در ایالات متحده آمریکا است که در کنتیکت واقع شده‌است.